# Lamingtonium binnaberrense
Lamingtoniidae é uma família muito pequena de besouros, na subordem Polyphaga. Ele contém o único gênero Lamingtonium e a única espécie Lamingtonium binnaberrense. O holótipo foi coletado no Lamington National Park, Binna Burra, Queensland, sob a casca de uma árvore morta.